# Isernia
Isernia ist die Hauptstadt der gleichnamigen italienischen Provinz Isernia in der Region Molise.
Die Stadt hat 20.684 Einwohner (Stand 31. Dezember 2023) und ist Sitz eines Bischofs.

Lage der Gemeinde in der Provinz Isernia

## Geographie
Die Nachbargemeinden sind Carpinone, Forlì del Sannio, Fornelli, Longano, Macchia d’Isernia, Miranda, Pesche, Pettoranello del Molise, Roccasicura und Sant’Agapito.

## Geschichte

### Antike
Die antike Stadt an derselben Stelle hieß Aesernia. Im 5. Jahrhundert wurde das Bistum Isernia errichtet, das im 19. Jahrhundert nach der Vereinigung mit dem Bistum Venafro zum Bistum Isernia-Venafro wurde. 

### Neuzeit
Nach dem Kriegseintritt Italiens im Juni 1940 errichtete das faschistische Regime in Isernia ein Internierungslager (campo di concentramento). Es befand sich in einem ehemaligen Benediktinerkloster im Ortskern. Die ersten 76 Internierten waren Italiener, Jugoslawen, Franzosen, Deutsche, Rumänen, Briten, Polen, Ungarn; vereinzelt kamen sie auch aus Albanien und Syrien. Nach und nach kamen vor allem politische Oppositionelle, Angehörige slawischer Minderheiten aus den Grenzprovinzen, ausländische Juden und Jugoslawen aus den von Italien besetzten und annektierten Gebieten nach Isernia. Im Sommer 1941 wurde zudem ein ehemaliger Kinosaal für diesen Zweck eingerichtet. Da die Überbelegung ausgeprägt war und die hygienischen Verhältnisse zu wünschen übrig ließen, wurden schließlich die jüdischen Internierten auf andere Lager verteilt, während der Kinosaal weiterhin als Internierungslager für Jugoslawen bestehen blieb.
Am 10. September 1943, einen Tag nach der alliierten Landung bei Salerno und zwei Tage nach dem Waffenstillstand von Cassibile, wurde Isernia von den alliierten Luftstreitkräften angegriffen. Der schwere Bombenangriff zerstörte etwa ein Drittel der historischen Stadt und es kamen zahlreiche Einwohner durch das Bombardement ums Leben. Nach neueren Forschungen des Staatsarchiv (2007) zeigt sich, dass den alliierten Luftangriffen im Herbst 1943 insgesamt 489 Einwohner zum Opfer fielen.
Nach dem 18. September zogen sich Teile der deutschen Streitkräfte, so zum Beispiel die 26. Panzer-Division, in den Raum Isernia zurück. Von hier aus sollte der Verband die Sicherung der sogenannten Viktor-Linie (Volturno-Linie) sichern, beziehungsweise die zweite Auffanglinie die Barbara-Linie bilden.
Mitte des 20. Jahrhunderts wurde ein systematischer Wiederaufbau angegangen.

## Sehenswürdigkeiten

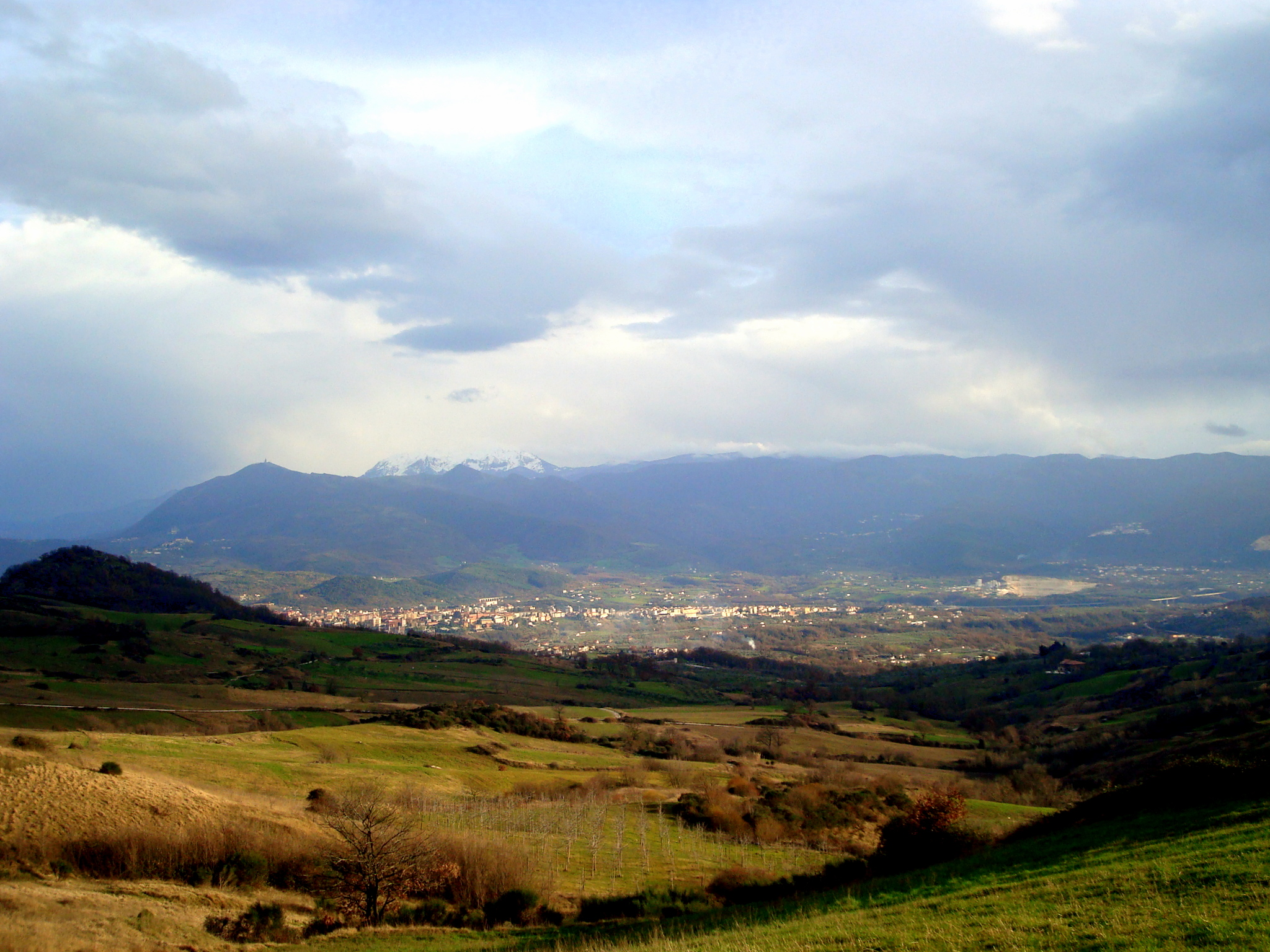
Panoramasicht
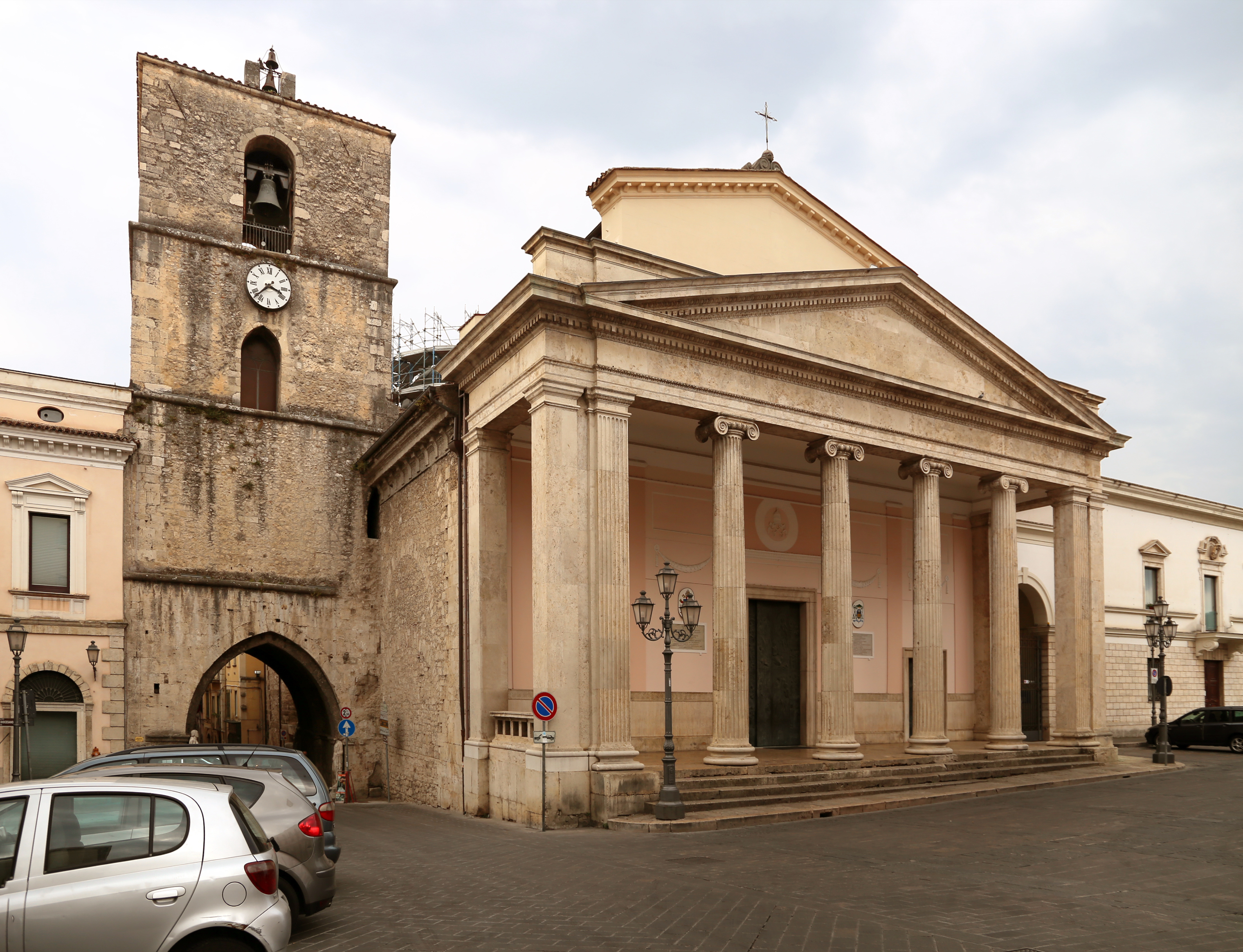
Die Kathedrale
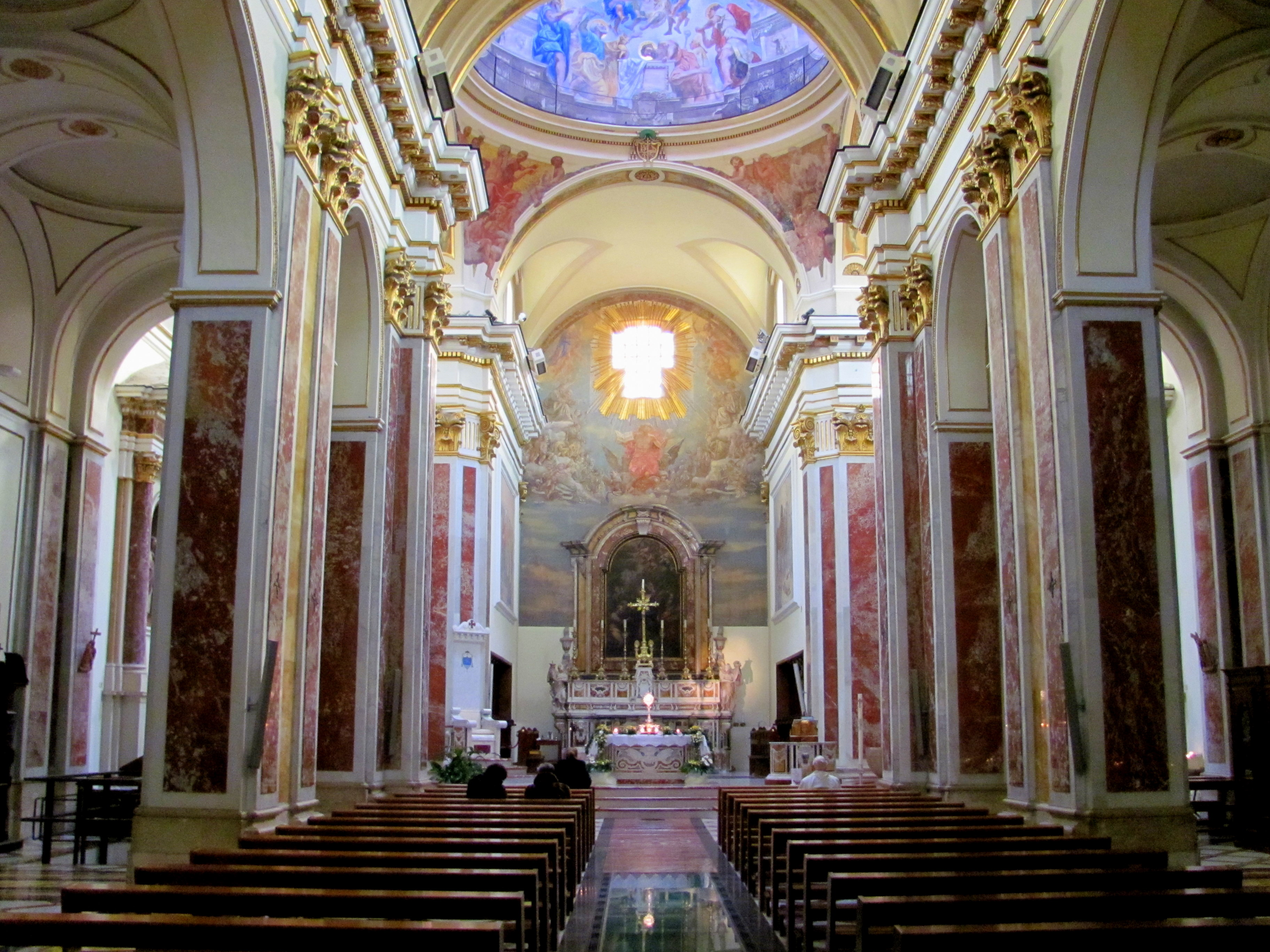
Die Kathedrale von innen
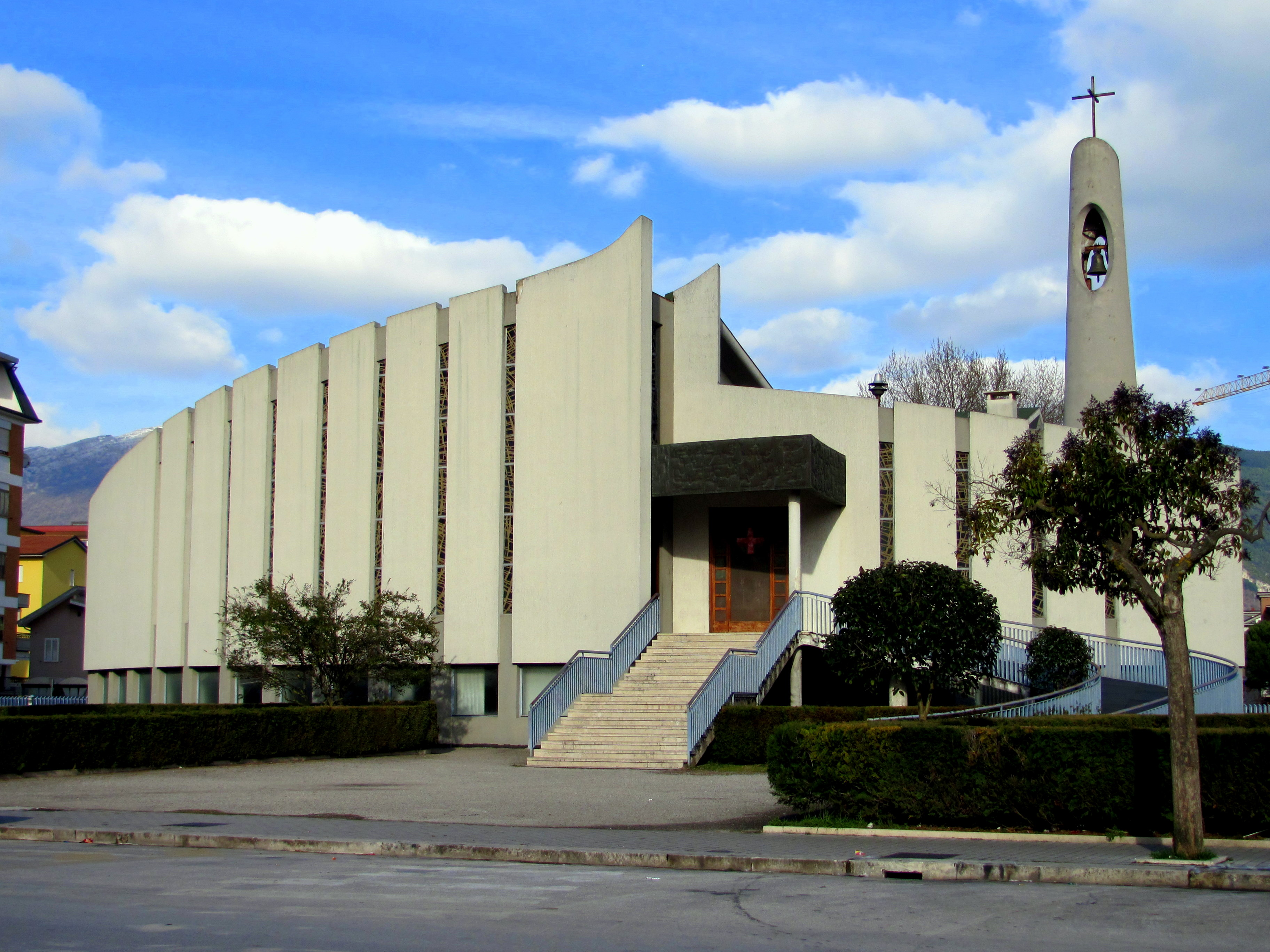
Chiesa di Santa Maria Assunta
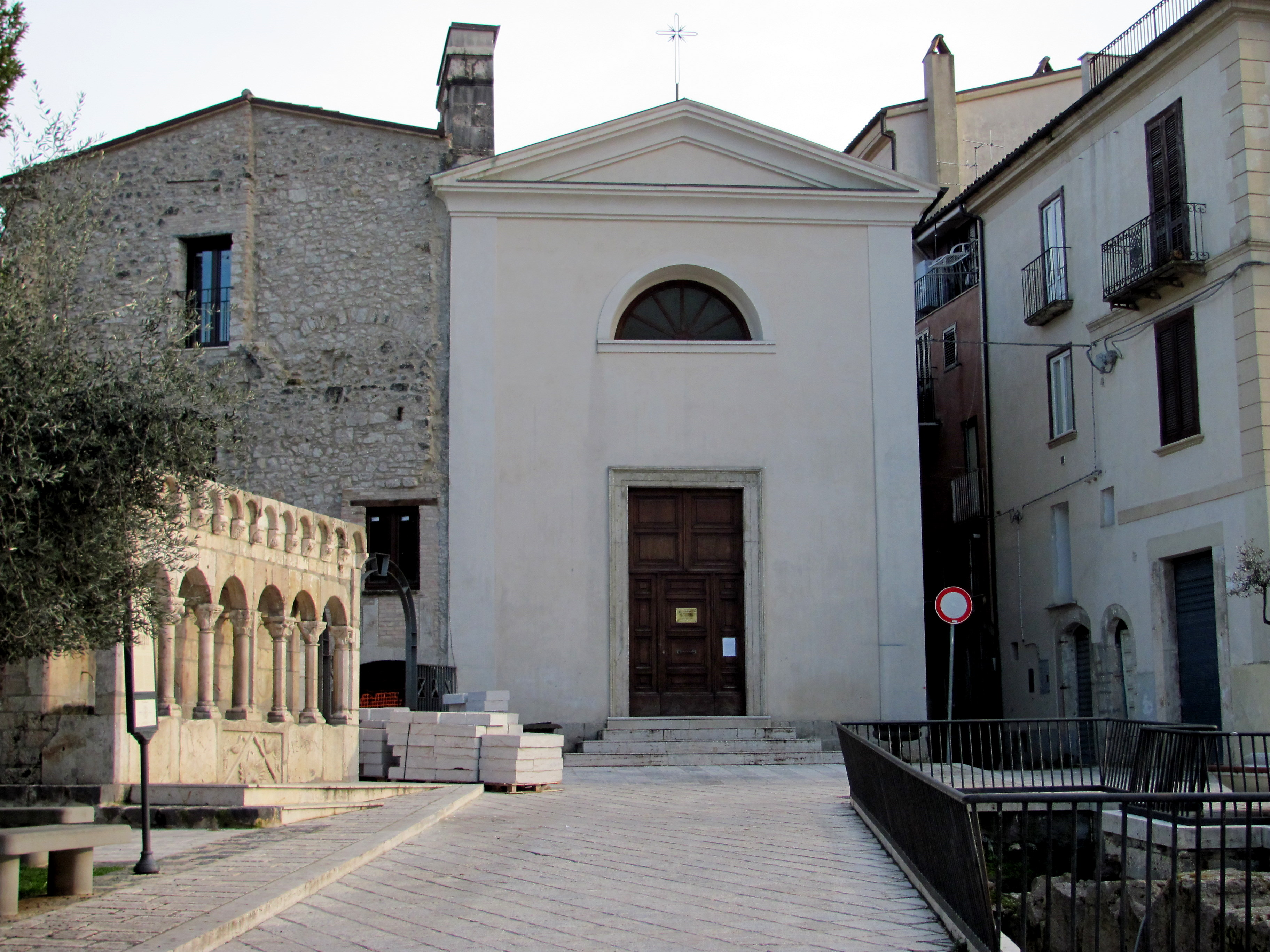
Chiesa della Concezione
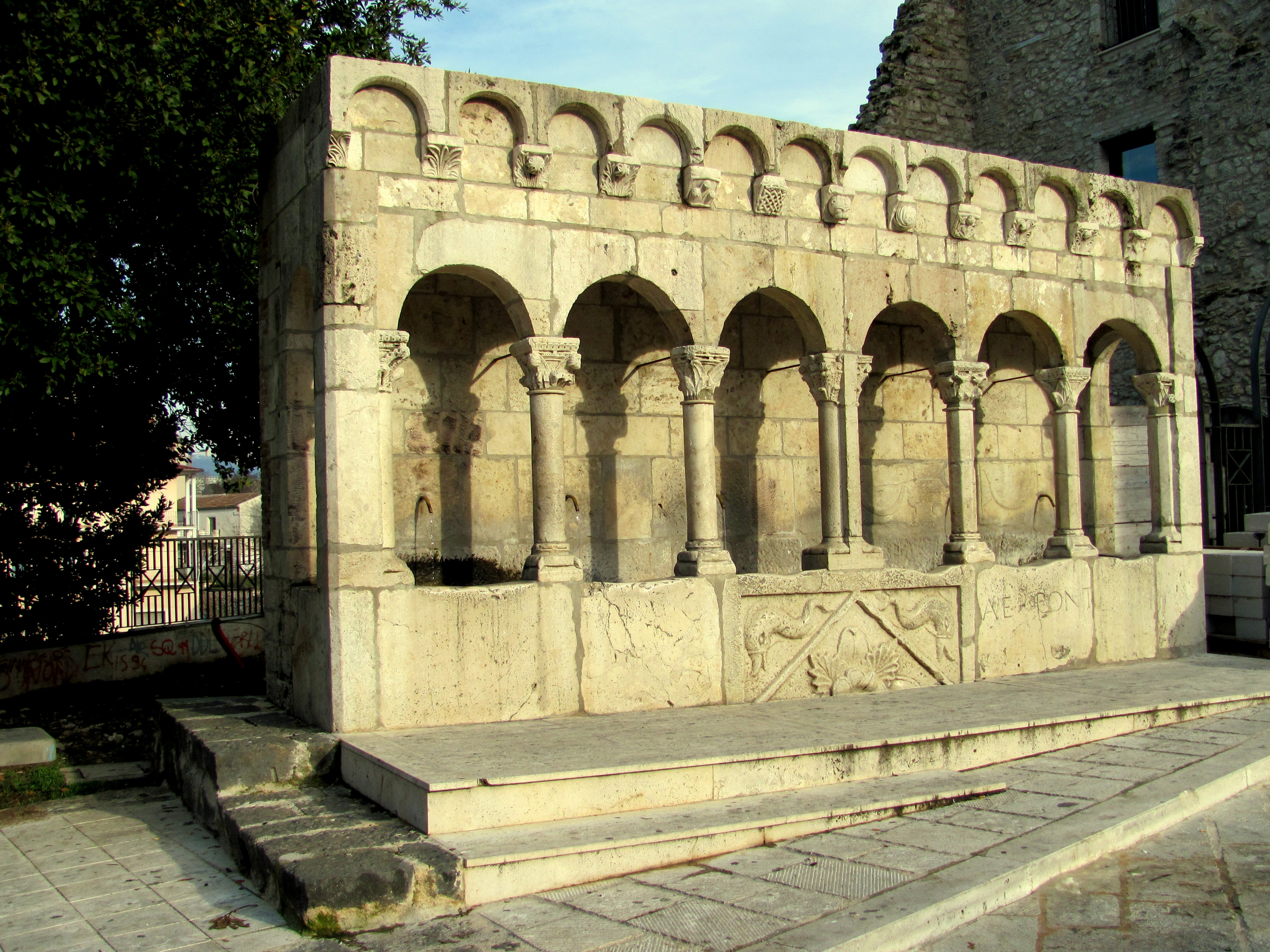
Fontana Fraterna
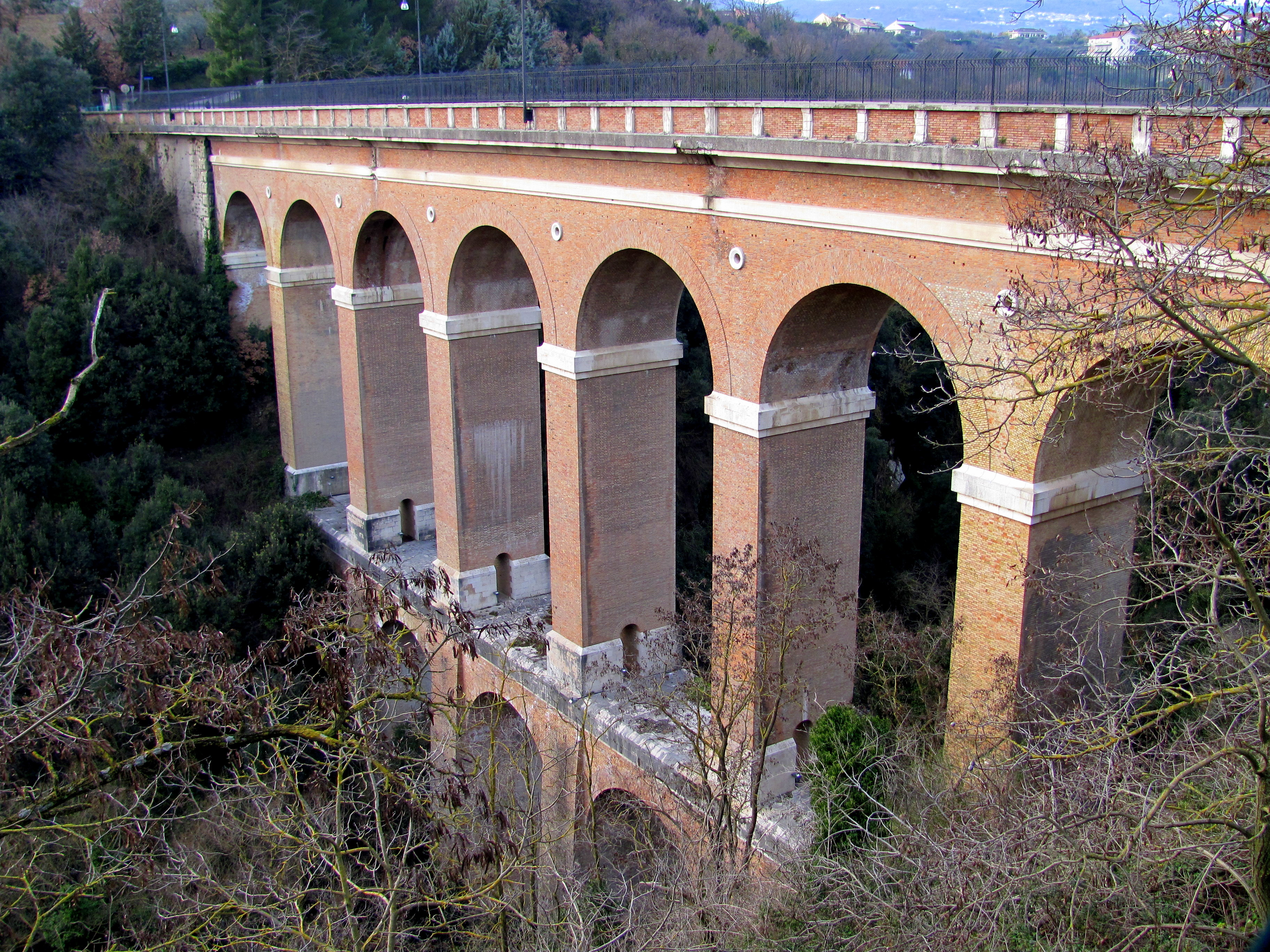
Ponte Cardarelli

## Wirtschaft
Wirtschaftlich ist die Herstellung von kunsthandwerklichen Spitzen und die Nahrungsmittel- und Baustoffindustrie bedeutsam.

## Persönlichkeiten
- Giovanni Pettine (1883–1973), Stummfilmregisseur und Produktionsleiter
- Roberto Farinacci (1892–1945), Rechtsanwalt, Journalist und faschistischer Politiker
- Luca Desiata (* 1971), Manager und Gründer Hebdomada Aenigmatum (lateinische Kreuzworträtsel)
- Daniela Sabatino (* 1985), Fußballspielerin
- Davide Appollonio (* 1989), Radrennfahrer
- Nicole Fossa Huergo (* 1995), Tennisspielerin